# Ридний Олег Анатолійович
Олег Анатолійович Ридний (рос. Олег Анатольевич Рыдный; 7 квітня 1967, Єсентуки — 26 серпня 2024, П'ятигорськ) — радянський та російський футболіст, нападник.

## Життєпис
Вихованець п'ятигорського футболу. У 1985—1989 роках — у складі донецького «Шахтаря». У команді дебютував 6 вересня 1987 року в матчі Кубка Федерації проти харківського «Металіста». У чемпіонаті СРСР зіграв дві гри в травні 1988 року — виходив на заміну в другому таймі в матчах проти «Динамо» (Москва) й «Нефтчі» (Баку). Пізніше в першості СРСР грав за «Машук» (П'ятигорськ) — 42 гри, 19 м'ячів у другій лізі в 1989 році, «Динамо» (Ставрополь) — 37 матчів, 4 м'ячі в першій лізі в 1990 році, «Асмарал» (Кисловодськ) — 18 ігор, 5 м'ячів у другій нижчій лізі в 1991 році. У сезоні 1991/92 років виступав у складі угорського клубу «Спартакус» (Кішкйорйош).
У 1993—1994 роках грав у вищій лізі чемпіонату Росії за нижегородський «Локомотив» — 36 матчів, два голи. У середині 1994 року перейшов в інший клуб вищої ліги «Динамо» (Ставрополь) — 12 поєдинків, 4 м'ячі. Три наступні сезони провів за «Динамо» в першій лізі. У 1998 році зіграв 21 гру, забив 9 м'ячів в чемпіонаті Латвії в складі «ЛУ/Даугава» (Рига). У 2000 році виступав у першості КФК за «Локомотив-Тайм» (Мінеральні Води) — 31 поєдинок, 21 м'яч. У 2001 році зіграв 33 матчі, забив 10 м'ячів у другому дивізіоні в складі «Спартака-Орехово». У 2002 році в складі ФК «Машук-КМВ» зіграв 13 ігор, забив 6 м'ячів у першості КФК. З 2003 року — на тренерській роботі в клубі, в 2004 році зіграв три матчі в другому дивізіоні.
Працював викладачем в П'ятигорському державному університеті та заступником директора в ДЮСШОР № 6.
Помер 26 серпня 2024 року на 58-му році життя.